# Trichosporonales
Trichosporonales Boekhout & Fell – rząd grzybów należący do klasy Tremellomycetes. Grzyby mikroskopijne, kilka gatunków to grzyby chorobotwórcze będące pasożytami człowieka i zwierząt.

## Systematyka
Pozycja w klasyfikacji według Index Fungorum: Trichosporonales, Incertae sedis, Tremellomycetes, Agaricomycotina, Basidiomycota, Fungi
Według CABI databases bazującego na Dictionary of the Fungi jest to takson monotypowy. Należy do niego jedna tylko rodzina z 12 rodzajami:
- Trichosporaceae Dumort. 1822
  - Apiotrichum Stautz 1931
  - Apiotrichum Stautz 1931
  - Basidiotrichosporon Kock.-Krat., E. Sláviková, Zemek & Kuniak 1977
  - Berkhoutia Verona & Cif. 1939
  - Cutaneotrichosporon Xin Zhan Liu, F.Y. Bai, M. Groenew. & Boekhout 2015
  - Effuseotrichosporon Yurkov, Xin Zhan Liu, F.Y. Bai, M. Groenew. & Boekhout 2015
  - Haglerozyma Xin Zhan Liu, F.Y. Bai, M. Groenew. & Boekhout 2015
  - Nothotrichosporon Crous, M. Groenew. & Jurjevic 2023
  - Pascua M. Takash., Manabe, Y. Nishim., Sriswasdi, Ohkuma, W. Iwasaki & Sugita 2019
  - Prillingera M. Takash., Manabe, Y. Nishim., Sriswasdi, Ohkuma, W. Iwasaki & Sugita 2019
  - Trichosporon Behrend 1890
  - Vanrija R.T. Moore 1980